# NXT The Great American Bash (2022)
NXT The Great American Bash (2022) – specjalny odcinek cotygodniowego programu NXT. Odbył się 5 lipca 2022 w WWE Performance Center w Orlando w stanie Floryda. Emisja była przeprowadzana na żywo za pośrednictwem USA Network.
W odcinku odbyło się sześć walk. W walce wieczoru, Bron Breakker pokonał Camerona Grimesa i obronił NXT Championship.

## Produkcja i rywalizacje
NXT The Great American Bash oferowało walki profesjonalnego wrestlingu z udziałem wrestlerów należących do brandu NXT. Wyreżyserowane rywalizacje (storyline’y) były kreowane podczas cotygodniowych gal NXT. Wrestlerzy są przedstawieni jako heele (negatywni, źli zawodnicy i najczęściej wrogowie publiki) i face’owie (pozytywni, dobrzy i najczęściej ulubieńcy publiki), którzy rywalizują pomiędzy sobą w seriach walk mających budować napięcie. Kulminacją rywalizacji jest walka wrestlerska lub ich seria.

### Bron Breakker vs. Cameron Grimes
14 czerwca na odcinku NXT, po tym, jak Bron Breakker z powodzeniem obronił mistrzostwo NXT, przerwał mu Cameron Grimes. Grimes nazwał sukces Breakkera żartem i stwierdził, że Breakker odniósł sukces tylko dzięki swojemu nazwisku (Steiner). Grimes stwierdził również, że Breakker staje się lepszy za każdym razem, gdy wszedł na ring, ale nie miał serca Grimesa. Następnie Grimes rzucił wyzwanie Breakkerowi o tytuł na The Great American Bash, a Breakker się zgodził.

### Carmelo Hayes vs. Grayson Waller
28 czerwca na odcinku NXT, w trakcie wywiadu Carmelo Hayesa, pojawił się Grayson Waller i Hayes w trakcie podpisywania zdjęć, nieumyślnie podpisał kontrakt na walkę o tytuł, która została ogłoszona na The Great American Bash.

### Toxic Attraction vs. Cora Jade i Roxanne Perez
28 czerwca na odcinku NXT, Cora Jade i Roxanne Perez pokonały Katanę Chance i Kayden Carter, stając się pretendentkami do NXT Women’s Tag Team Championship, które jest w posiadaniu Toxic Attraction (Gigi Dolin i Jacy Jayne). Walka o tytuł została ogłoszona na The Great American Bash.

### The Creed Brothers vs. Diamond Mine
28 czerwca na odcinku NXT, po tym jak The Creed Brothers (Brutus Creed i Julius Creed) oraz Roderick Strong przegrali swoją walkę, na zapleczu Strong skonfrontował się z mistrzami NXT Tag Team i powiedział im, że on i Kemp pokonają mistrzów w walce o tytuł za tydzień na The Great American Bash.

## Wyniki walk
| Nr                                 | Wyniki | Stypulacje                                         | Czas  |
| ---------------------------------- | --- | -------------------------------------------------- | ----- |
| 1                                  | Cora Jade i Roxanne Perez pokonały Toxic Attraction (Gigi Dolin i Jacy Jayne) (c) poprzez pinfall                         | Tag Team match o NXT Women’s Tag Team Championship | 10:29 |
| 2                                  | Trick Williams (z Carmelo Hayesem) pokonał Wesa Lee poprzez pinfall                                                       | Singles match                                      | 3:46  |
| 3                                  | Tiffany Stratton pokonała Wendy Choo poprzez pinfall                                                                      | Singles match                                      | 5:05  |
| 4                                  | Carmelo Hayes (c) (z Trick Williamsem) pokonał Graysona Wallera poprzez pinfall                                           | Singles match o NXT North American Championship    | 11:43 |
| 5                                  | The Creed Brothers (Brutus Creed i Julius Creed) pokonali Diamond Mine (Rodericka Stronga i Damona Kempa) poprzez pinfall | Tag Team match o NXT Tag Team Championship         | 12:13 |
| 6                                  | Bron Breakker (c) pokonał Camerona Grimesa poprzez pinfall                                                                | Singles match o NXT Championship                   | 12:33 |
| (c) – mistrz/mistrzyni przed walką | |                                                    |       |